# Чешњаче
Чешњаче су породица жаба која је добила назив према свом типичном представнику, жаби чешњачи (Pelobates fuscus).

## Карактеристике
Немају слободна ребра, а ни сталне зубе у горњој вилици. Зеница им је вертикална и елиптичног облика. Немају паротидне жлезде или су слабо изражене. Језик им је велики и прирастао само предњим делом. Између прстију на задњим ногама имају опне које им помажу у пливању.

## Систематика
Према старијој систематици, овој породици је припадао род Scaphiopus, али је он сврстан у посебну породицу Scaphiopodidae. Према новијој систематици, овој породици припада род Elkobatrachus, са врстом Elkobatrachus brocki познатом само у фосилном облику и рецентни род Pelobates.